# Mesoleuca philippsi
Mesoleuca philippsi là một loài bướm đêm trong họ Geometridae.